# Cyrtodactylus adleri
Cyrtodactylus adleri là một loài thằn lằn trong họ Gekkonidae. Loài này được Das miêu tả khoa học đầu tiên năm 1997. Chúng được đặt tên theo nhà khoa học Kraig Adler.